# Arctosa berlandi
Arctosa berlandi là một loài nhện trong họ Lycosidae.
Loài này thuộc chi Arctosa. Arctosa berlandi được Lodovico di Caporiacco miêu tả năm 1949.